# 米亚哈达斯
米亚哈达斯（西班牙語：Miajadas，西班牙語發音：[mjaˈxaðas]）是西班牙埃斯特雷马杜拉卡塞雷斯省的一个市镇。总面积121平方公里，总人口9763人（2001年），人口密度81人/平方公里。